# توم هولاندر
توم هولاندر (بالإنجليزية: Tom Hollander)‏ مواليد 25 أغسطس 1967 في بريستول، غلوسترشير، إنجلترا، المملكة المتحدة، هو ممثل إنجليزي بدأ مسيرته الفنية عام 1981.

## الأعمال

### أفلام
- أرض العميان
- صندوق الرجل الميت
- سنة جيدة
- في نهاية العالم
- إليزابيث: العصر الذهبي
- حان الوقت
- المرأة الخفية 2013
- بريث
- صندوق الطائر

## روابط خارجية
- توم هولاندر على موقع IMDb (الإنجليزية)
- توم هولاندر على موقع روتن توميتوز (الإنجليزية)
- توم هولاندر على موقع ألو سيني (الفرنسية)
- توم هولاندر على موقع ميوزك برينز (الإنجليزية)
- توم هولاندر على موقع أول موفي (الإنجليزية)
- توم هولاندر على موقع قاعدة بيانات برودواي على الإنترنت (الإنجليزية)
- توم هولاندر على موقع قاعدة بيانات الأفلام السويدية (السويدية)
- توم هولاندر على موقع إن إن دي بي (الإنجليزية)
- توم هولاندر على موقع قاعدة بيانات الفيلم (الإنجليزية)
- توم هولاندر على موقع كينوبويسك (الروسية)